# ベルグマン空間
数学の一分野である複素解析において、ステファン・ベルグマンの名にちなむベルグマン空間（ベルグマンくうかん、バーグマンくうかん、英: Bergman space）とは、複素平面におけるある領域 D 内の正則函数で、絶対可積分であり境界において十分良い振る舞いをするものからなる函数空間のことを言う。具体的に、{\displaystyle A^{p}(D)} を D 内の正則函数で次の p-ノルム 評価を満たすものからなる空間とする：
{\displaystyle \|f\|_{p}=\left(\int _{D}|f(x+iy)|^{p}\,dx\,dy\right)^{1/p}<\infty .}
この評価から、{\displaystyle A^{p}(D)} は空間 Lp(D) 内の正則函数の部分空間であることが分かる。ベルグマン空間はこの評価の帰結として得られるバナッハ空間で、D のコンパクト部分集合 K に対して有効なものとなる。すなわち
が成立する。したがって正則函数の列の Lp(D) における収束は、コンパクト収束を意味し、したがってその極限函数もまた正則である。
p = 2 であるなら {\displaystyle A^{p}(D)} は、核がベルグマン核で与えられるような再生核ヒルベルト空間となる。